# Rivière Chensagi
Rivière Chensagi är ett vattendrag i Kanada.   Det ligger i provinsen Québec, i den östra delen av landet, 500 km norr om huvudstaden Ottawa. Rivière Chensagi ligger vid sjöarna  Lac au Goéland och Lac Maicasagi.
Trakten runt Rivière Chensagi är nära nog obefolkad, med mindre än två invånare per kvadratkilometer.